# Provinz Hennegau
Die Provinz Hennegau (französisch Province de Hainaut, wallonisch Hinnot, westflämisch Enegouwn, niederländisch Provincie Henegouwen) ist eine belgische Provinz. Sie gehört zur Wallonischen Region und zur Französischen Gemeinschaft Belgiens. Der Name knüpft an die historische Grafschaft Hennegau an und leitet sich von dem Fluss Haine (deutsch Henne, niederländisch Hene) ab.
Provinzhauptstadt ist Mons (niederländisch und deutsch Bergen), die größte Stadt der Provinz ist Charleroi mit rund 201.000 Einwohnern. Der Hennegau war in der Vergangenheit von der Montanindustrie (Stahlerzeugung u. a.) geprägt und kämpfte in den letzten Jahrzehnten mit den Folgen des Strukturwandels.
Eine von Westflandern und Frankreich umschlossene Exklave bildet die Gemeinde Comines-Warneton. Fazilitätengemeinden sind Comines-Warneton (Komen-Waasten), Enghien (Edingen), Flobecq (Vloesberg) und Mouscron (Moeskroen).

## Geschichte
Siehe auch: Grafschaft Hennegau
Die historische Grafschaft Hennegau wurde nach dem Pyrenäenfrieden (1659) und dem Frieden von Nimwegen aufgeteilt, wobei ihr südlicher Teil Frankreich zugeschlagen wurde. Aus dem übrigen Hennegau wurde 1815 mit Einverleibung der vormals flandrischen Landschaft Tournaisis, des namurschen Distrikts Charleroi und einiger Teile von Brabant und Lüttich, welche vorher das französische Département Jemappes ausmachten, die Provinz Hennegau gebildet. Diese gehörte zunächst ab 1815 zum Königreich der Niederlande. 1830 gewann Belgien im Zuge der Belgischen Revolution seine Unabhängigkeit und Hennegau wurde somit belgisch.

## Bezirke
Die Provinz Hennegau ist in sieben Bezirke untergliedert. Diese werden auf Französisch als arrondissements und auf Niederländisch als arrondissementen bezeichnet. Manchmal wird die Bezeichnung Arrondissement auch auf Deutsch verwendet, obwohl Bezirk der amtliche Begriff ist.
| Bezirk           | Gemeinden | Einwohner 1. Januar 2024 | Fläche km² | Dichte Einw./km² | NIS- Code |
| ---------------- | --------- | ------------------------ | ---------- | ---------------- | --------- |
| Ath              | 11        | 130.448                  | 667,94     | 195              | 51000     |
| Charleroi        | 12        | 399.742                  | 472,20     | 847              | 52000     |
| La Louvière      | 04        | 142.019                  | 217,89     | 652              | 58000     |
| Mons             | 13        | 260.855                  | 583,99     | 447              | 53000     |
| Soignies         | 06        | 108.487                  | 354,92     | 306              | 55000     |
| Thuin            | 11        | 92.684                   | 780,07     | 119              | 56000     |
| Tournai-Mouscron | 12        | 225.839                  | 708,70     | 319              | 57000     |
| Provinz Hennegau | 69        | 1.360.074                | 3.785,71   | 359              | 50000     |

## Gemeinden
Die Provinz umfasst insgesamt 69 Gemeinden:
(Siehe Infobox für die Lage der Gemeinde in der Provinz)
1. Aiseau-Presles
2. Anderlues
3. Antoing
4. Ath
5. Beaumont
6. Belœil
7. Bernissart
8. Binche
9. Boussu
10. Braine-le-Comte
11. Brugelette
12. Brunehaut
13. Celles
14. Chapelle-lez-Herlaimont
15. Charleroi
16. Châtelet
17. Chièvres
18. Chimay
19. Colfontaine
20. Comines-Warneton
21. Courcelles
22. Dour
23. Écaussinnes
24. Ellezelles
25. Enghien
26. Erquelinnes
27. Estaimpuis
28. Estinnes
29. Farciennes
30. Fleurus
31. Flobecq
32. Fontaine-l’Évêque
33. Frameries
34. Frasnes-lez-Anvaing
35. Froidchapelle
36. Gerpinnes
37. Ham-sur-Heure-Nalinnes
38. Hensies
39. Honnelles
40. Jurbise
41. La Louvière
42. Le Rœulx
43. Lens
44. Les Bons Villers
45. Lessines
46. Leuze-en-Hainaut
47. Lobbes
48. Manage
49. Merbes-le-Château
50. Momignies
51. Mons
52. Mont-de-l’Enclus
53. Montigny-le-Tilleul
54. Morlanwelz
55. Mouscron
56. Pecq
57. Péruwelz
58. Pont-à-Celles
59. Quaregnon
60. Quévy
61. Quiévrain
62. Rumes
63. Saint-Ghislain
64. Seneffe
65. Silly
66. Sivry-Rance
67. Soignies
68. Thuin
69. Tournai

## Politik

### Provinzrat
- PS: 22
- Ecolo: 1
- DéFI: 4
- LE: 11
- MR: 18
- FN: 0

Nach der Wahl kam es zu einer GroKo aus PS und MR. Diese Koalition gibt es seit (mindestens) dem Jahr 2000.
- PS: 22
- MR: 18
- LE: 11
- DéFI: 4
- Ecolo: 1
- FN: 0

- PS: 156
- Ecolo: 33
- DéFI: 6
- LE: 49
- MR: 88
- FN: 4

## Wirtschaft
Im Vergleich mit dem Bruttoinlandsprodukt der Europäischen Union ausgedrückt in Kaufkraftstandards erreicht die Provinz im Jahr 2015 einen Index von 77 (EU-25: 100), deutlich niedriger als der belgische Durchschnitt von 119. Im Jahre 2017 betrug die Arbeitslosenquote 11,4 %. Von allen Provinzen des Landes hatte Hennegau damit die höchste Arbeitslosigkeit.